# BS青春のポップス
『BS青春のポップス』（ビーエスせいしゅんのポップス）は、NHKのBS2およびBShiでかつて放送されていた音楽番組である。

## 概要
1998年4月から2002年3月までNHK総合テレビで放送されていた「青春のポップス」（西城秀樹、森口博子、西田ひかるの司会）の後継番組である。
2003年5月から2005年2月までにかけての不定期放送で、1度の放送ごとに日本全国の会場を転々として収録を行っており、延べ16回にわたって放送された。
当初毎回7組のレギュラー陣（ホスト役含む）と、スペシャルゲスト3 - 4組で出演者が構成されていた。2004年5月の放送からはレギュラー陣の数が不規則（最低7組から最高12組まで）になった。

## 番組内容・構成
1950 - 1970年代中心にヒットしたポップスを各出演者が披露するというもの。
また、曲によってはレギュラー陣がバックコーラスを務めるというシステムも導入されていた。
番組の基本的な流れは、
1. オープニングの「VACATION」をレギュラー陣全員で歌う。
2. アトランダムに選曲された洋楽ポップス6 - 7曲をレギュラー陣が披露。
3. レギュラー陣の中から数組が特定の歌手のヒット曲メドレーを行う。
4. スペシャルゲストが登場し、スペシャルテーマに沿った曲の数々を披露。
5. テーマを決め、そのテーマがタイトルに入った曲をメドレーでレギュラー陣が歌う。
6. 出演者全員でエンディングのカーペンターズの『シング』を歌う

というもの。

## 司会
- 高山哲哉（2003年5月 - 2004年2月）
- 住吉美紀（2004年5月 - 2005年2月）